# Список медалей, відзнак та орденів Італії

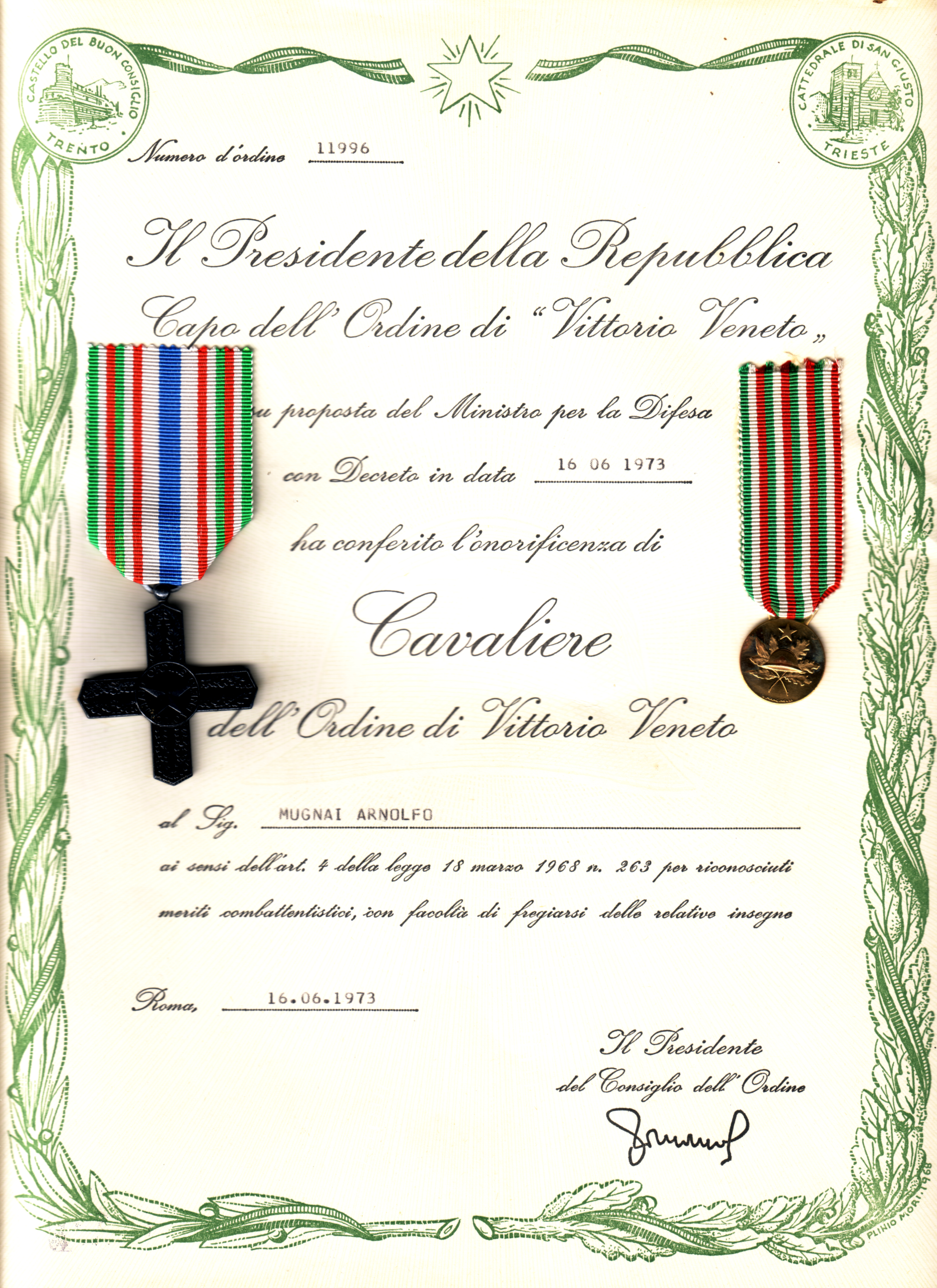
Документ до Ордену Вітторіо Венето

Військові нагороди Італії — нагороди Італії призначені для нагородження військовослужбовців Італії та інших держав.

## Савойський військовий орден

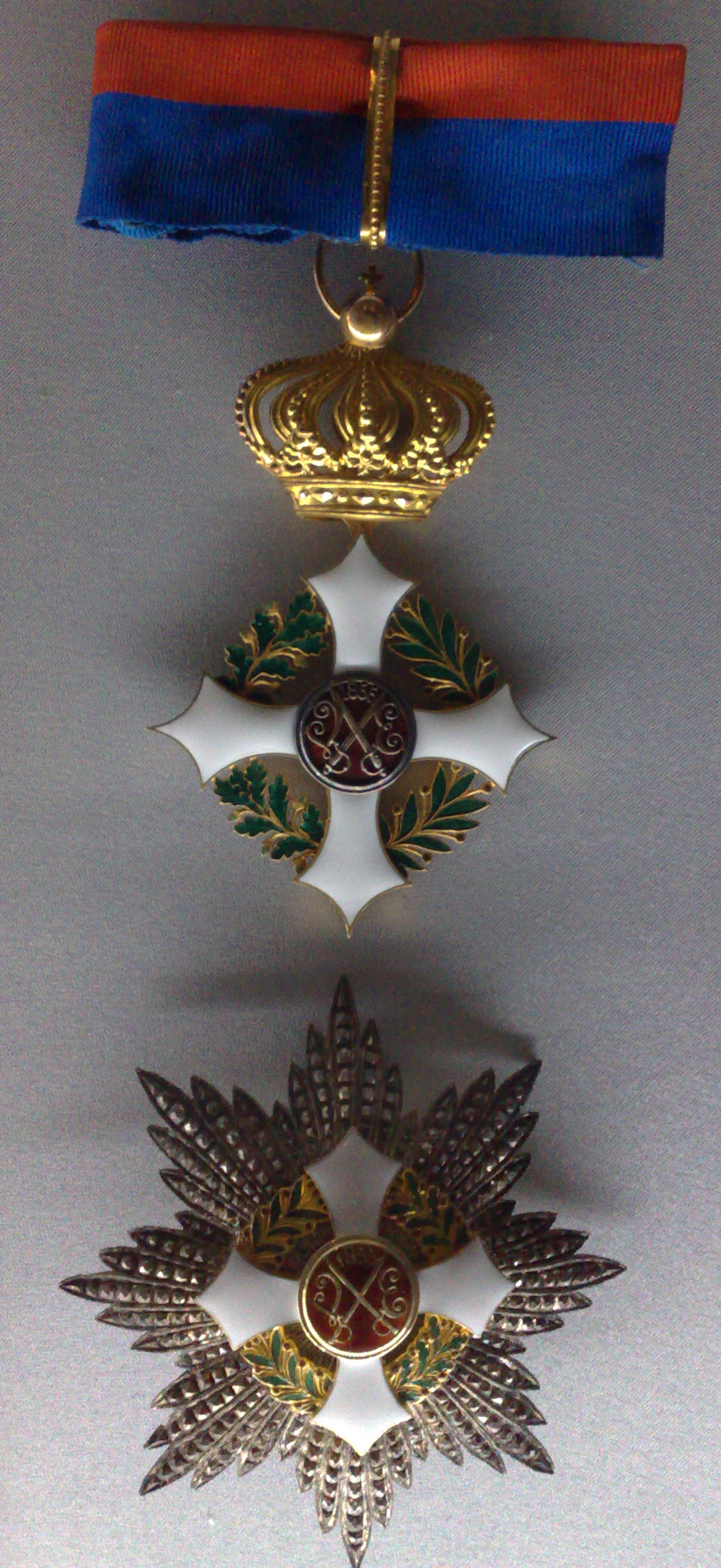
Військовий орден Італії

У 1815 році був заснований Савойський військовий орден (італ. Ordine militare di Savoia). 
З 2 січня 1947 року - Військовий орден Італії. 
Кавалери Савойського ордена вважаються кавалерами Військового ордена Італії. 
Глава ордена - Президент Італії, канцлером і скарбником ордена є Міністр оборони Італії
14 серпня 1815 — 2 січня 1947
 Кавалер Великого хреста Військового ордена Савойї
 Великий офіцер Військового ордена Савойї
 Командор Військового ордена Савойї
 Офіцер Військового ордена Савойї
 Кавалер Військового ордена Савойї
з 2 січня 1947 — до сьогодні
 Кавалер Великого хреста Військового ордена Італії (італ. Cavaliere di Gran Croce dell'Ordine militare d'Italia)
 Великий офіцер Військового ордена Італії (італ. Grande Ufficiale dell'Ordine militare d'Italia)
 Командор Військового ордена Італії (італ. Commendatore dell'Ordine militare d'Italia)
 Офіцер Військового ордена Італії (італ. Ufficiale dell'Ordine militare d'Italia)
 Кавалер Військового ордена Італії (італ. Cavaliere dell'Ordine militare d'Italia)

## Савойський цивільний орден
(29 жовтня 1831 - 2 червня 1946)

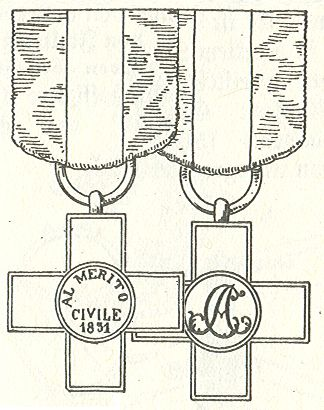
Савойський цивільний орден

 Кавалер Савойського цивільного ордена

## Медалі за військову доблесть
(26 березня 1883 — до сьогодні)

Золота медаль
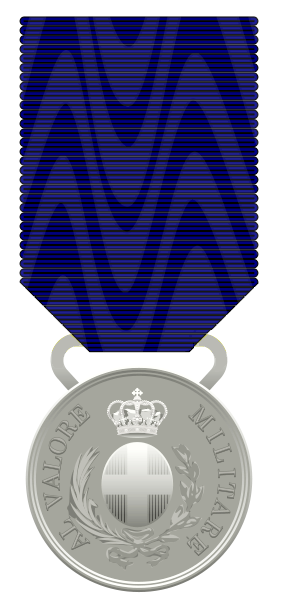
Срібна медаль
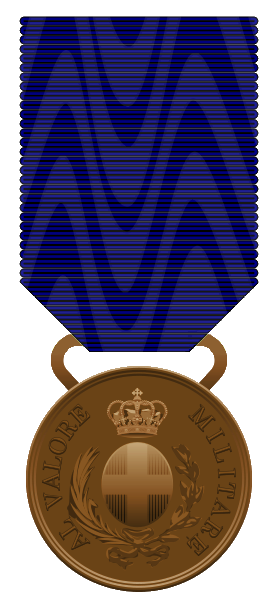
Бронзова медаль

  Золота медаль «За військову доблесть» (італ. Medaglia d'oro al valor militare)
 Золота медаль «За доблесну службу в армії» (італ. Medaglia d'oro al valore dell'esercito)
 Золота медаль «За доблесну службу на флоті» (італ. Medaglia d'oro al valore di marina)
 Золота медаль «За доблесну службу в авіації» (італ. Medaglia d'oro al valore aeronautico)
 Золота медаль «За доблесну службу в корпусі карабінерів» (італ. Medaglia d'oro al valore dei carabinieri )
  Срібна медаль «За військову доблесть» (італ. Medaglia d'argento al valor militare)
 Срібна медаль «За доблесну службу в армії» (італ. Medaglia d'argento al valore dell'esercito)
 Срібна медаль «За доблесну службу на флоті» (італ. Medaglia d'argento al valore di marina)
 Срібна медаль «За доблесну службу в авіації» (італ. Medaglia d'argento al valore aeronautico)
 Срібна медаль «За доблесну службу в корпусі карабінерів» (італ. Medaglia d'argento al valore dei carabinieri )
  Бронзова медаль «За військову доблесть» (італ. Medaglia di bronzo al valor militare)
 Бронзова медаль «За доблесну службу в армії» (італ. Medaglia di bronzo al valore dell'esercito )
 Бронзова медаль «За доблесну службу на флоті» (італ. Medaglia di bronzo al valore di marina)
 Бронзова медаль «За доблесну службу в авіації» (італ. Medaglia di bronzo al valore aeronautico)
 Бронзова медаль «За доблесну службу в корпусі карабінерів» (італ. Medaglia di bronzo al valore dei carabinieri)

## Медаль «За громадянську доблесть»
Золота медаль «За громадянську доблесть» (італ. Medaglia d'oro al valor civile)
 Срібна медаль «За громадянську доблесть» (італ. Medaglia d'argento al valor civile)
 Бронзова медаль «За громадянську доблесть» (італ. Medaglia di bronzo al valor civile)

## Хрести за військову доблесть
Хрест «За військову доблесть» (італ. Croce al valor militare)
 Хрест «За бойові заслуги» (італ. Croce al merito di guerra)
 Хрест «За бойові заслуги» (друге нагородження) (італ. Croce al merito di guerra)
 Золотий хрест «За заслуги перед армією» (італ. Croce d'oro al merito dell'esercito)
 Золотий хрест «За заслуги перед флотом» (італ. Croce d'oro al merito della marina)
 Золотий хрест «За заслуги перед авіацією» (італ. Croce d'oro al merito dell'aeronautica)
 Золотий хрест «За заслуги перед корпусом карабінерів» (італ. Croce d'oro al merito dei carabinieri)
 Срібний хрест «За заслуги перед армією» (італ. Croce d'argento al merito dell'esercito)
 Срібний хрест «За заслуги перед флотом» (італ. Croce d'argento al merito della marina)
 Срібний хрест «За заслуги перед авіацією» (італ. Croce d'argento al merito dell'aeronautica)
 Срібний хрест «За заслуги перед корпусом карабінерів» (італ. Croce d'argento al merito dei carabinieri)
 Бронзовий хрест «За заслуги перед армією» (італ. Croce di bronzo al merito dell'esercito)
 Бронзовий хрест «За заслуги перед флотом» (італ. Croce di bronzo al merito della marina)
 Бронзовий хрест «За заслуги перед авіацією» (італ. Croce di bronzo al merito dell'aeronautica)
 Бронзовий хрест «За заслуги перед корпусом карабінерів» (італ. Croce di bronzo al merito dei carabinieri)

## Цивільний і військовий орден Римського орла

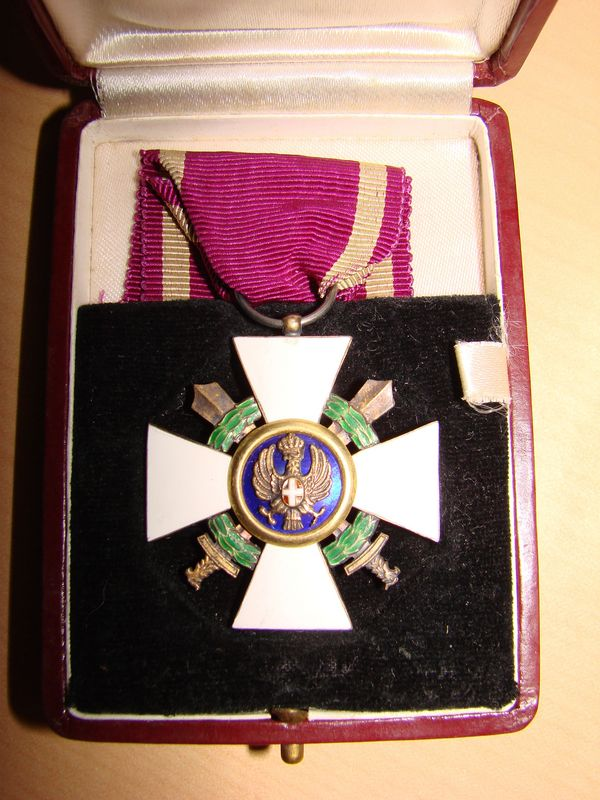
Цивільний і військовий орден Римського орла

dal 14 marzo 1942 ad aprile 1942
 Кавалер Великого хреста ордена Римського орла
 Кавалер ордена Римського орла
 Командор ордена Римського орла
 Офіцер ордена Римського орла
 Лицар ордена Римського орла
da aprile 1942 al 24 agosto 1942
  Кавалер Великого хреста ордена Римського орла
 Grande ufficiale dell'Ordine dell'Aquila Romana
 Командор ордена Римського орла
 Офіцер ордена Римського орла
 Лицар ордена Римського орла
dal 24 agosto 1942 al 5 ottobre 1944 (Regno d'Italia)
 Cavaliere di gran croce d'oro dell'Ordine dell'Aquila Romana
 Cavaliere di gran croce d'argento dell'Ordine dell'Aquila Romana
 Grande ufficiale dell'Ordine dell'Aquila Romana
 Командор ордена Римського орла
 Офіцер ордена Римського орла
 Лицар ордена Римського орла
 Medaglia d'argento dell'Ordine dell'Aquila Romana
 Medaglia di bronzo dell'Ordine dell'Aquila Romana
dal 2 marzo 1944 al 28 aprile 1945 (Repubblica Sociale Italiana)
 Cavaliere di gran croce dell'Ordine dell'Aquila Romana
 Grande ufficiale dell'Ordine dell'Aquila Romana
 Командор ордена Римського орла
 Cavaliere ufficiale dell'Ordine dell'Aquila Romana
 Лицар ордена Римського орла
 Medaglia d'argento dell'Ordine dell'Aquila Romana
 Medaglia di bronzo dell'Ordine dell'Aquila Romana

## Медаль «За громадянські заслуги»
Золота медаль «За громадянські заслуги» (італ. Medaglia d'oro al merito civile)
 Срібна медаль «За громадянські заслуги» (італ. Medaglia d'argento al merito civile)
 Бронзова медаль «За громадянські заслуги» (італ. Medaglia di bronzo al merito civile)

## Орден «За заслуги перед Італійською Республікою»

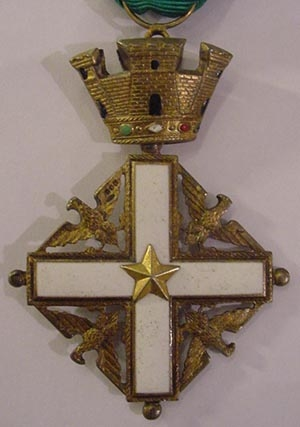
Орден «За заслуги перед Італійською Республікою»

3 березня 1951 — 30 березня 2001
 Кавалер Великого хреста декорованого великий стрічкою ордена «За заслуги перед Італійською Республікою» (італ. Cavaliere di Gran Croce decorato di Gran Cordone)
 Кавалер Великого хреста ордена «За заслуги перед Італійською Республікою» (італ. Cavaliere di Gran Croce dell'Ordine al merito della Repubblica Italiana)
 Великий офіцер ордена «За заслуги перед Італійською Республікою» (італ. Grand'ufficiale dell'Ordine al merito della Repubblica Italiana)
 Командор ордена «За заслуги перед Італійською Республікою» (італ. Commendatore dell'Ordine al merito della Repubblica Italiana)
 Офіцер ордена «За заслуги перед Італійською Республікою» (італ. Ufficiale dell'Ordine al merito della Repubblica Italiana)
 Кавалер ордена «За заслуги перед Італійською Республікою» (італ. Cavaliere dell'Ordine al merito della Repubblica Italiana)
з 30 березня 2001 — до сьогодні
 Кавалер Великого хреста декорованого великий стрічкою ордена «За заслуги перед Італійською Республікою» (італ. Cavaliere di Gran Croce decorato di Gran Cordone)
 Кавалер Великого хреста ордена «За заслуги перед Італійською Республікою» (італ. Cavaliere di Gran Croce dell'Ordine al merito della Repubblica Italiana)
 Великий офіцер ордена «За заслуги перед Італійською Республікою» (італ. Grand'ufficiale dell'Ordine al merito della Repubblica Italiana)
 Командор ордена «За заслуги перед Італійською Республікою» (італ. Commendatore dell'Ordine al merito della Repubblica Italiana)
 Офіцер ордена «За заслуги перед Італійською Республікою» (італ. Ufficiale dell'Ordine al merito della Repubblica Italiana)
 Кавалер ордена «За заслуги перед Італійською Республікою» (італ. Cavaliere dell'Ordine al merito della Repubblica Italiana)

## Орден Вітторіо Венето

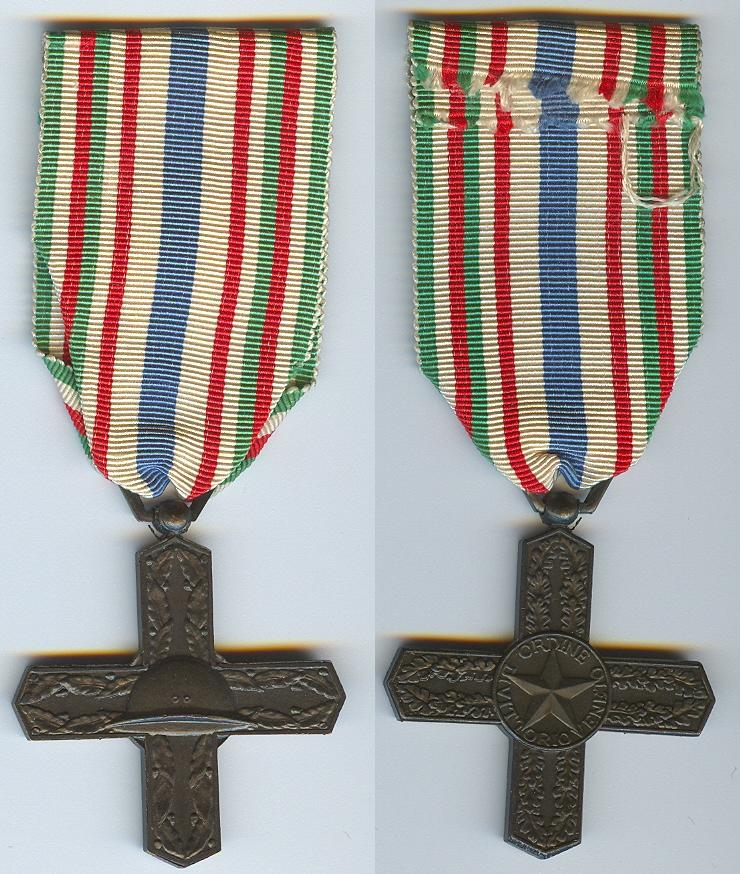
Орден Вітторіо Венето

Засновано законом № 263 від 18 березня 1968 року для вираження вдячності Нації тим, хто протягом не менше 6 місяців бився на полях Першої світової війни і попередніх війн. Головою ордена був Президент Республіки. 
В Раді ордена головував один з генералів армійського корпусу. Орден складався з єдиного класу. Удостоєні ордена іменувалися Кавалерами ордена Вітторіо Венето. Кавалерам вручався знак ордена для носіння на грудях на стрічці. 
Знак являв собою грецький хрест з медальйоном, в якому вміщена п'ятикутна зірка. Орден скасований в 2010 році, в зв'язку з тим, що не залишилося в живих жодного кавалера ордена
 Кавалер ордена Вітторіо Венето (італ. Cavaliere dell'Ordine di Vittorio Veneto)

## Орден Святих Маврикія та Лазаря

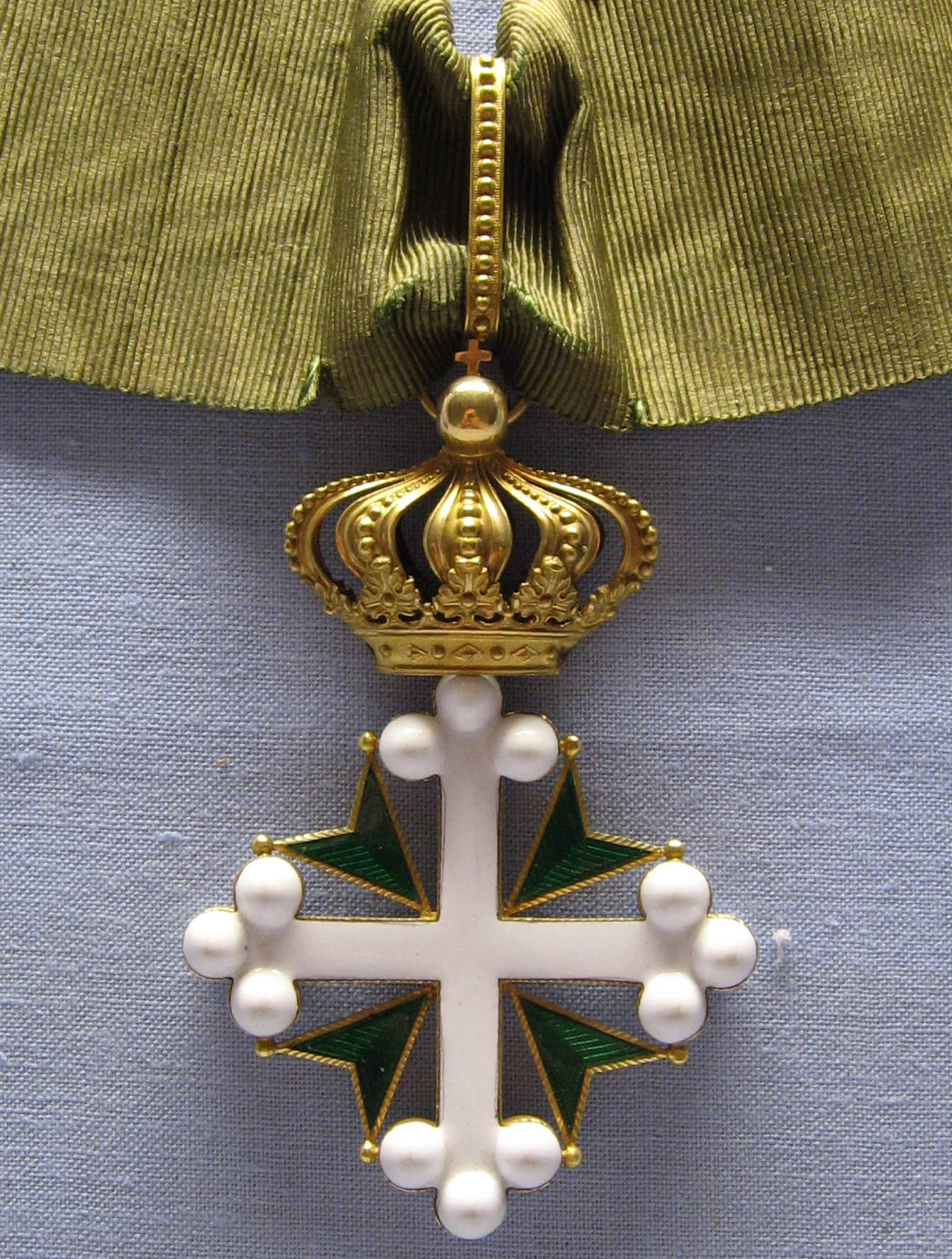
Орден Святих Маврикія та Лазаря

1855 — 2 червня 1946
 Кавалер Великого хреста ордена Святих Маврикія і Лазаря (італ. Cavaliere di gran Croce dell'Ordine dei SS Maurizio e Lazzaro)
 Великий офіцер Святих Маврикія і Лазаря (італ. Grand'ufficiale dell'Ordine dei SS Maurizio e Lazzaro)
 Командор ордена Святих Маврикія і Лазаря (італ. Commendatore dell'Ordine dei SS Maurizio e Lazzaro)
 Офіцер ордена Святих Маврикія і Лазаря (італ. Ufficiale dell'Ordine dei SS Maurizio e Lazzaro)
 Кавалер ордена Святих Маврикія і Лазаря (італ. Cavaliere dell'Ordine dei SS Maurizio e Lazzaro)
2 червня 1946 — 3 березня 1951
 Кавалер Великого хреста ордена Святих Маврикія і Лазаря (італ. Cavaliere di gran Croce dell'Ordine dei SS Maurizio e Lazzaro)
 Великий офіцер Святих Маврикія і Лазаря (італ. Grand'ufficiale dell'Ordine dei SS Maurizio e Lazzaro)
 Командор ордена Святих Маврикія і Лазаря (італ. Commendatore dell'Ordine dei SS Maurizio e Lazzaro)
 Офіцер ордена Святих Маврикія і Лазаря (італ. Ufficiale dell'Ordine dei SS Maurizio e Lazzaro)
 Кавалер ордена Святих Маврикія і Лазаря (італ. Cavaliere dell'Ordine dei SS Maurizio e Lazzaro)

## Вищий орден Святого Благовіщення
(1362 — до сьогодні)

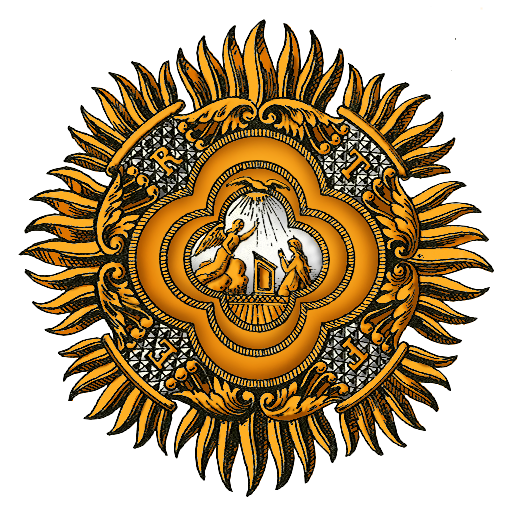
Вищий орден Святого Благовіщення
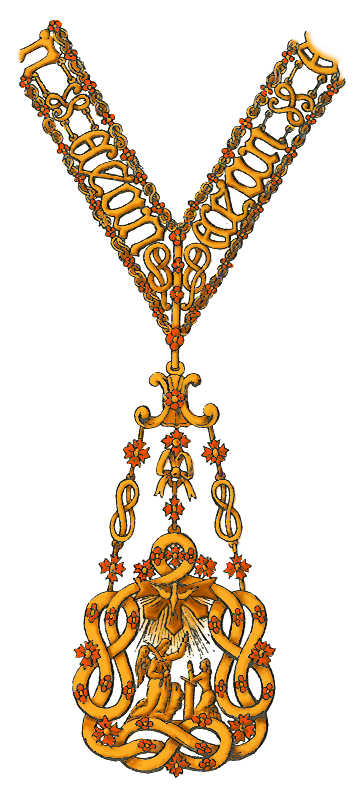
Вищий орден Святого Благовіщення

 Вищий орден Святого Благовіщення (італ. Ordine Supremo della Santissima Annunziata)

## Орден Корони Італії

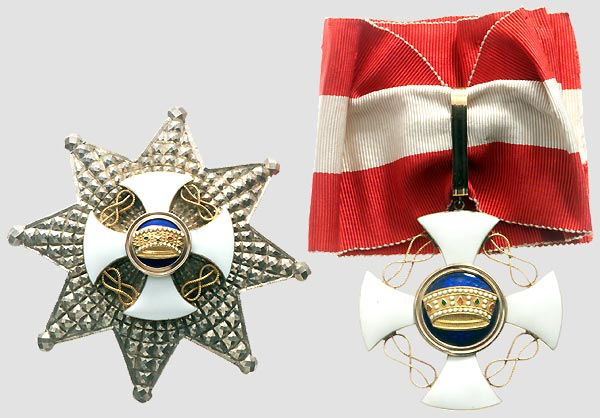
Орден Корони Італії

20 лютого 1868 — 2 червня 1946
 Кавалер Великого хреста ордена Корони Італії
 Великий офіцер ордена Корони Італії
 Командор ордена Корони Італії
 Офіцер ордена Корони Італії
 Кавалер ордена Корони Італії
2 червня 1946 — 3 березня 1951
 Кавалер Великого хреста ордена Корони Італії
 Великий офіцер ордена Корони Італії
 Командор ордена Корони Італії
 Офіцер ордена Корони Італії
 Кавалер ордена Корони Італії

## Орден «За заслуги у праці»

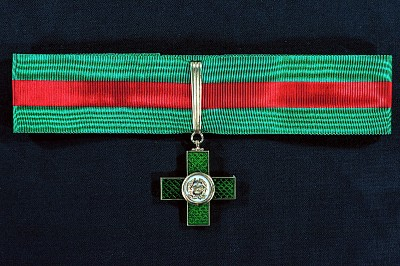
Орден «За заслуги у праці»

(9 травня 1901 - 20 березня 1921)
 Кавалер сільськогосподарського, промислового і комерційного труда
(20 березня 1921 - 1944)
 Кавалер труда
(27 березня 1952 - до сьогодні)
 Кавалер труда

## Колоніальний орден Зірки Італії

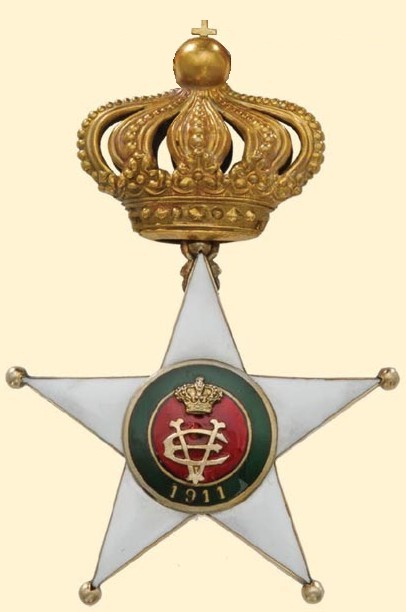
Колоніальний Орден Зірки Італії

(18 січня 1914 — 2 червня 1946)
 Кавалер великого хреста Колоніального Ордену Зірки Італії (італ. Cavaliere di gran croce decorato di gran cordone dell'Ordine coloniale della Stella d'Italia)
 Великий офіцер Колоніального Ордену Зірки Італії (італ. Grande ufficiale dell'Ordine coloniale della Stella d'Italia)
 Командор Колоніального Ордену Зірки Італії (італ. Commendatore dell'Ordine coloniale della Stella d'Italia)
 Офіцер Колоніального Ордену Зірки Італії (італ. Ufficiale dell'Ordine coloniale della Stella d'Italia)
 Кавалер Колоніального Ордену Зірки Італії (італ. Cavaliere dell'Ordine coloniale della Stella d'Italia)

## Медаль Св. Маврикія (Маврикіанська медаль)

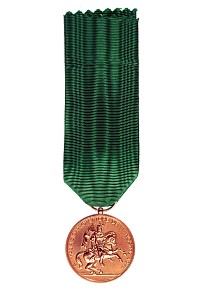
Медаль Св. Маврикія

 Маврикіанська медаль заслуг за 10 п'ятиліть бездоганної військової кар'єри (італ. Medaglia Mauriziana al Merito di 10 lustri di Carriera Militare)

## Орден «Зірка італійської солідарності»(Орден «Зірка Італії»)
(27 червня 1947 - 21 вересня 2001)
 Великий офіцер ордена «Зірка італійської солідарності» (італ. Grande ufficiale dell'Ordine della stella della solidarietà italiana)
 Командор ордена «Зірка італійської солідарності» (італ. Commendatore dell'Ordine della stella della solidarietà italiana)
 Кавалер ордена «Зірка італійської солідарності» (італ. Cavaliere dell'Ordine della stella della solidarietà italiana)
(21 вересня 2001 - 3 лютого 2011)
 Великий офіцер ордена «Зірка італійської солідарності» (італ. Grande ufficiale dell'Ordine della Stella della Solidarietà Italiana)
 Командор ордена «Зірка італійської солідарності» (італ. Commendatore dell'Ordine della Stella della Solidarietà Italiana)
 Кавалер ордена «Зірка італійської солідарності» (італ. Cavaliere dell'Ordine della Stella della Solidarietà Italiana)
(3 лютого 2011 - до сьогодні)
 Великий хрест ордена «Зірка Італії» (італ. Gran croce d'onore dell'Ordine della Stella d'Italia)
 Кавалер великого хреста ордена «Зірка Італії» (італ. Cavaliere di gran croce dell'Ordine della Stella d'Italia)
 Великий офіцер ордена «Зірка Італії» (італ. Grande ufficiale dell'Ordine della Stella d'Italia)
 Командор ордена «Зірка Італії» (італ. Commendatore dell'Ordine della Stella d'Italia)
 Офіцер ордена «Зірка Італії» (італ. Ufficiale dell'Ordine della Stella d'Italia)
 Кавалер ордена «Зірка Італії» (італ. Cavaliere dell'Ordine della Stella d'Italia)

## Нагороди Італійського червоного хреста
Великий хрест «За заслуги перед Червоним хрестом» (італ. Gran Croce al merito della Croce Rossa)
 Золота медаль «За заслуги перед Червоним хрестом» (вручається під час війни) (італ. Medaglia d'oro al merito della Croce Rossa Italiana)
 Золота медаль «За заслуги перед Червоним хрестом» (італ. Medaglia d'oro al merito della Croce Rossa Italiana)
 Срібна медаль «За заслуги перед Червоним хрестом» (італ. Medaglia d'argento al merito della Croce Rossa Italiana)
 Бронзова медаль «За заслуги перед Червоним хрестом» (італ. Medaglia di bronzo al merito della Croce Rossa Italiana)
 Хрест в пам'ять операцій з надання гуманітарної допомоги (італ. Croce commemorativa operazioni di soccorso umanitario)

## Нагороди за довголітню службу
Медаль заслуг за довголітнє командування в армії (20 років) (італ. Medaglia al merito di lungo comando nell'esercito (20 anni))
 Медаль заслуг за довголітнє командування в армії (15 років) (італ. Medaglia al merito di lungo comando nell'esercito (15 anni))
 Медаль заслуг за довголітнє командування в армії (10 років) (італ. Medaglia al merito di lungo comando nell'esercito (10 anni))
 Почесна медаль за довголітнє судноводіння (20 років) (італ. Medaglia d'onore di lunga navigazione (20 anni))
 Почесна медаль за довголітнє судноводіння (15 років) (італ. Medaglia d'onore di lunga navigazione (15 anni))
 Почесна медаль за довголітнє судноводіння (10 років) (італ. Medaglia d'onore di lunga navigazione (10 anni))
 Медаль військової авіації за довголітнє літаководіння (20 років) (італ. Medaglia militare aeronautica per lunga navigazione aerea (20 anni))
 Медаль військової авіації за довголітнє літаководіння (15 років) (італ. Medaglia militare aeronautica per lunga navigazione aerea (15 anni))
 Медаль військової авіації за довголітнє літаководіння (10 років) (італ. Medaglia militare aeronautica per lunga navigazione aerea (10 anni))
Медаль заслуг за довголітню службу військовим парашутистом (25 років) (італ. Medaglia al merito di lunga attività di paracadutismo militare (25 anni))
Медаль заслуг за довголітню службу військовим парашутистом (15 років) (італ. Medaglia al merito di lunga attività di paracadutismo militare (15 anni))
Медаль заслуг за довголітню службу військовим парашутистом (10 років) (італ. Medaglia al merito di lunga attività di paracadutismo militare (10 anni))

## Хрест за довголітню службу

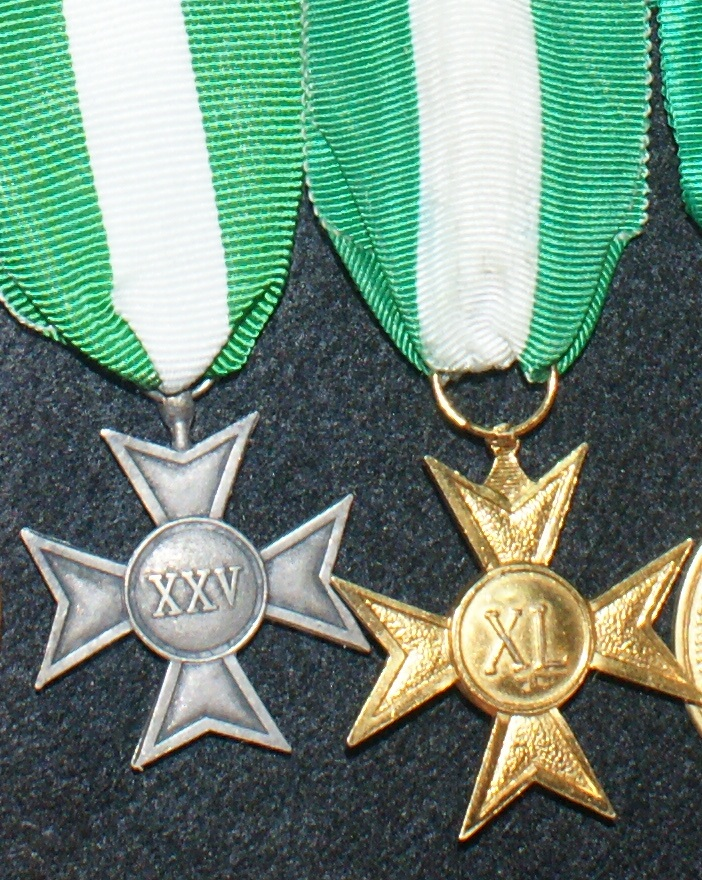
Хрести за довголітню службу

(8 листопада 1900 — 18 червня 1946)
(18 червня 1946 — до сьогодні)
 Золотий хрест за вислугу років (для офіцерів і унтер-офіцерів, 40 років вислуги) (італ. Croce d'oro per anzianità di servizio (ufficiali e sottufficiali, 40 anni))
 Золотий хрест за вислугу років (для офіцерів і унтер-офіцерів, 25 років вислуги) (італ. Croce d'oro per anzianità di servizio (ufficiali e sottufficiali, 25 anni))
 Срібний хрест за вислугу років (для рядового складу, 25 років вислуги) (італ. Croce d'argento per anzianità di servizio (truppa, 25 anni))
 Срібний хрест за вислугу років (для офіцерів, унтер-офіцерів і рядового складу, 16 років вислуги) (італ. Croce d'argento per anzianità di servizio (ufficiali, sottufficiali e truppa, 16 anni))

## Нагороди в галузі охорони здоров'я
Золота медаль за заслуги в галузі здоров'я нації і громадської охорони здоров'я (італ. Medaglia d'oro per i benemeriti della salute pubblica e al merito della sanità pubblica)
 Срібна медаль за заслуги під галузі здоров'я нації і громадської охорони здоров'я (італ. Medaglia d'argento per i benemeriti della salute pubblica e al merito della sanità pubblica)
 Бронзова медаль за заслуги під галузі здоров'я нації і громадської охорони здоров'я (італ. Medaglia di bronzo per i benemeriti della salute pubblica e al merito della sanità pubblica)

## Нагороди за участь в кампаніях

### Нагороди за участь у військових кампаніях
Пам'ятна медаль італійсько-турецької війни 1911—1912 (італ. Medaglia commemorativa della guerra italo-turca 1911-1912)
 Пам'ятна медаль Італо-австрійської війни 1915—1918 (італ. Medaglia commemorativa della guerra italo-austriaca 1915-1918)
 Медаль «За італо-німецьку кампанію в Африці» (італ. Medaglia commemorativa della campagna italo-tedesca in Africa)

### Нагороди за участь в операціях з підтримання миру

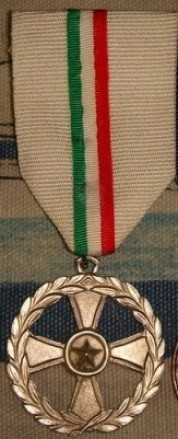

Медаль в пам'ять операції з підтримання миру (італ. Medaglia commemorativa operazioni di pace)
 Медаль в пам'ять операції з підтримання миру (італ. Medaglia commemorativa operazioni di pace) (за участь в 2 операціях)
 Медаль в пам'ять операції з підтримання миру (італ. Medaglia commemorativa operazioni di pace) (за участь в 3 операціях)
 Медаль в пам'ять операції з підтримання миру (італ. Medaglia commemorativa operazioni di pace) (за участь більш ніж в 3 операціях)
Медаль в пам'ять участі в ліквідації лих італ. Medaglia commemorativa interventi per pubbliche calamità
Медаль в пам'ять участі в опрераціі з підтримання громадського порядку італ. Medaglia commemorativa operazioni di ordine pubblico
Медаль в пам'ять операції допомоги в Фріулі (1976) італ. Medaglia commemorativa operazioni di soccorso in Friuli (1976)
Медаль в пам'ять операції допомоги в  Кампанії (1980) італ. Medaglia commemorativa operazioni di soccorso in Campania (1980)
Медаль за заслуги при надзвичайній ситуації на  Етні (1991 - 1992) італ. Medaglia di benemerenza emergenza Etna (1991-1992)
Медаль в пам'ять втручання в  Умбрії / Марке (МВС Іаліі) (італ. Medaglia commemorativa intervento in Umbria / Marche (Min. Interno) )
Медаль в пам'ять операції в Лівані (італ. Medaglia commemorativa operazioni in Libano)
Медаль в пам'ять операції в Сомалі (італ. Medaglia commemorativa operazioni in Somalia)
Медаль в пам'ять операції в  Албанії (італ. Medaglia commemorativa operazioni in Albania)

### НагородиНАТО
Пам'ятна медаль НАТО Югославія (італ. Medaglia commemorativa NATO Jugoslavia)
Пам'ятна медаль НАТО Боснія і Герцеговина (італ. Medaglia commemorativa NATO Bosnia Herzegovina)
Пам'ятна медаль НАТО  Косово (італ. Medaglia commemorativa NATO Kosovo)
Пам'ятна медаль НАТО  Македонія (італ. Medaglia commemorativa NATO Macedonia)
Пам'ятна медаль НАТО Косово 2003 (італ. Medaglia commemorativa NATO Kosovo 2003)

### НагородиООН
[[Файл:| 100пкс]] Пам'ятна медаль ООН Ліван (італ. Medaglia commemorativa ONU Libano)
[[Файл: | 100пкс]] Пам'ятна медаль ООН Ліван, Сирія, Ізраїль, Єгипет (італ. Medaglia commemorativa ONU Libano, Siria, Israele, Egitto)
[[Файл: | 100пкс]] Пам'ятна медаль ООН Індія - Пакистан (італ. Medaglia commemorativa ONU India-Pakistan)
 Пам'ятна медаль ООН Намібія (італ. Medaglia commemorativa ONU Namibia)
Файл:Nastro Medaglia commemorativa UN Iran Iraq.gif Пам'ятна медаль ООН Ірак - Кувейт (італ. Medaglia commemorativa ONU Iraq-Qwait)
Файл:Nastro Medaglia commemorativa UN Sahara Occ.gif Пам'ятна медаль ООН Західна Сахара (італ. Medaglia commemorativa ONU Sahara Occidentale)
 Пам'ятна медаль ООН Сомалі (італ. Medaglia commemorativa ONU Somalia)
[[Файл: | 100пкс]] Пам'ятна медаль ООН Мозамбік (італ. Medaglia commemorativa ONU Mozambico)
[[Файл: | 100пкс]] Пам'ятна медаль ООН Еритрея (італ. Medaglia commemorativa ONU Eritrea)
[[Файл: | 100пкс]] Пам'ятна медаль ООН  Конго (італ. Medaglia commemorativa ONU Congo)
 Пам'ятна медаль ООН Іран - Ірак (італ. Medaglia commemorativa ONU Iran Iraq)
[[Файл: | 100пкс]] Пам'ятна медаль ООН для персоналу службовця в Нью-Йорку (італ. Medaglia commemorativa ONU Personale in servizio a New York)

### НагородиЄвропейського союзу
Пам'ятна медаль Європейського союзу «Місія спостерігачів у колишній Югославії» (італ. Medaglia commemorativa dell'Unione europea Monitor Mission in ex Jugoslavia)
 Пам'ятна медаль Європейського союзу «FYROM» (італ. Medaglia commemorativa dell'Unione europea missione Concordia - FYROM)
 Пам'ятна медаль Європейського союзу «Боснія» (італ. Medaglia commemorativa dell'Unione europea missione Althea - Bosnia)
 Пам'ятна медаль Європейського союзу «Місія спостерігачів в Судані» (італ. JMM / JMC monitor mission Sudan
Медаль в пам'ять наукових досліджень в Антарктиді (італ. Medaglia commemorativa campagna di ricerca scientifica in Antartide)

## Мальтійський орден
Суверенний Військовий Орден госпітальєрів Святого Іоанна Єрусалимського, Родоський і Мальтійський (італ. Ordine di Malta, Soverano Militare Ordine de San Giovanni di Gerusalemme , di Rodo e di Malta)
  Орден «За заслуги» (військовий клас) (італ. Ordine al merito melitense, classe militare) (В цивільному класі кольору стрічки міняються місцями).

## НагородиСвятого Престолу
Орден Святого папи Сильвестра (італ. Ordine di San Silvestro papa)
 Єрусалимський орден лицарів Гробу Господнього (італ. Ordine Equestre del Santo Sepolcro di Gerusalemme)

## Пам'ятні медалі основних підрозділів у війні (неофіційні)

### Перша світова війна (1915 - 1918)
Пам'ятна медаль 1-а армія
 Пам'ятний хрест 1-а армія
 Пам'ятний хрест 2-а армія
 Пам'ятний хрест 3-а армія
Файл:4Armata1GMbis.png Пам'ятний хрест 4-а армія
 Пам'ятний хрест 6-а армія
 Пам'ятний хрест 7-а армія
 Пам'ятний хрест 8, 9 і 10-я армія
 Пам'ятний хрест 2-го корпусу
 Пам'ятний хрест 6-го корпусу

## Медаль за заслуги у сільському господарстві і промисловості
(1 травня 1898 – 9 травня 1901)
 Медаль за заслуги у сільському господарстві
 Медаль за заслуги у промисловості

## Зірка за заслуги у праці

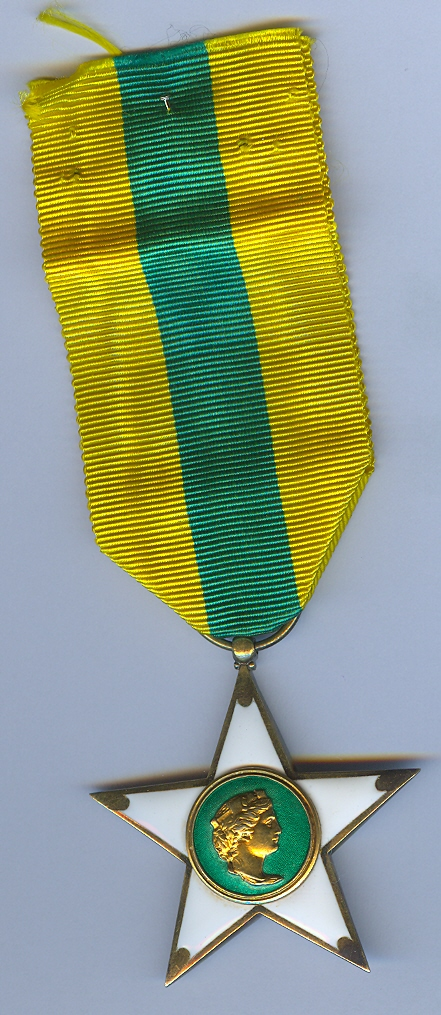
Зірка за заслуги у праці

(30 грудня 1923 - 25 січня 1925)
 Зірка за заслуги у праці (італ. Stella al merito del lavoro) (30 грудня 1923, n.3167)
(25 січня 1925 - 1943)
 Зірка за заслуги у праці (італ. Stella al merito del lavoro)
 Зірка за заслуги у праці для італійців за кордоном (італ. Stella al merito del lavoro per gli italiani all'estero) (regio decreto 4 settembre 1927, n.1785)
(18 грудня 1952 - до сьогодні)
 Зірка за заслуги у праці (італ. Stella al merito del lavoro) (18 грудня 1952, n.2389)
 Зірка за заслуги у праці для італійців за кордоном (італ. Stella al merito del lavoro per gli italiani all'estero)
 Зірка за заслуги у праці (італ. Stella al merito del lavoro alla memoria (29 жовтня 1965, n. 1230)

## Нагороди за заслуги у спорті
Ордени за заслуги CISM
 Кавалер ордену на великій стрічці
 Командор
 Великий офіцер
 Офіцер
 Великий кавалер
 Кавалер